# Riggs Bank
Riggs Bank var en amerikansk nationell bank baserad i Washington D.C., bildad 1836 och som den 16 maj 2005 gick samman med PNC Financial Services.
Banken var ökänd i Chile för att ha hållit undan en stor del av diktatorn Augusto Pinochets förmögenhet.